# Киликия (римска провинция)
Киликия е римска сенатска и императорска провинция в периода от 64 г. пр.н.е до около средата на VII век.
Киликия е разположена на югоизточното крайбрежие на Мала Азия. На север и запад е оградена от планините Тавър, на изток – от Антитавър, а на юг излиза на Средиземно море. В географско отношение се състои от два много различни региона – западен планински и източен – плодородна равнина. В древността оттук е минавал единственият път от Мала Азия към Сирия.
През II хилядолетие пр.н.е. Киликия влиза в състава на Хетското царство, а от XII до VI век пр.н.е. на територията на Киликия са съществували едно или няколко независими Сирохетски царства, като от VI век пр.н.е. Киликия влиза в състава на персийското царство на Ахеменидите. От 297 г. пр.н.е. до 190 г. пр.н.е. областта се намира във властта на Селевкидите.
Преди периода на римското владичество Киликия е свърталище на пирати. Марк Антоний Оратор завладява плацдарм в Киликия за сената и народа на Рим още през 103 г. пр.н.е., но само малка част от областта е под негова власт. Помпей Велики в 67 г. пр.н.е. окончателно ликвидира пиратската заплаха и след разгрома на знаменитата пиратска база Коракесион град Тарс става столица на римска провинция. Първи проконсул на Киликия е Луций Корнелий Сула, а през 51 г. пр.н.е. на тази длъжност е назначен Цицерон, който я заема около година. Неговата задача е да осигури лоялността на царя на съседната васална Кападокия, Ариобарзан III, което постига без военни действия.
В римски Тарс около 10 г. е роден един от евангелистите на Новия Завет – апостол Павел.